# كارلوس بيريز (كرة يد)
كارلوس بيريز (بالإسبانية: Carlos Reinaldo Pérez) مواليد 26 أغسطس 1971 في هافانا، هو لاعب كرة يد كوبي. مثل كل من منتخب كوبا لكرة اليد ومنتخب المجر لكرة اليد. شارك في دورة الألعاب الأولمبية الصيفية سنة 2004.

## سجل المنافسة
شارك في البطولات التالية:
- بطولة العالم لكرة اليد للرجال 2003
- بطولة العالم لكرة اليد للرجال 2011
- الألعاب الأولمبية الصيفية 2004
- الألعاب الأولمبية الصيفية 2012

## الإنجازات
- الدوري المجري لكرة اليد:
  - الفوز: 1998، 1999، 2001، 2002، 2003، 2004، 2005، 2006، 2008، 2009، 2010، 2011، 2012
  - الميدالية الفضية: 2000، 2007
- دوري أبطال أوروبا لكرة اليد:
  - النهائي: 2002
  - نصف النهائي: 2003، 2006
- كأس أبطال الكؤوس الأوروبية لكرة اليد:
  - الفوز: 2008

## روابط خارجية
- كارلوس بيريز على موقع الاتحاد الأوروبي لكرة اليد (الإنجليزية)
- كارلوس بيريز على موقع أوليمبيديا (الإنجليزية)